# Tranekær Amt
Tranekær Amt blev oprettet i 1662 af det tidligere Tranekær Len. Amtet bestod øen Langeland med herrederne 
- Langelands Nørre
- Langelands Sønder

Amtet blev nedlagt ved reformen af 1793, hvorefter hele området indgik i Svendborg Amt.

## Amtmænd
- 1745 – 1789: Adam Christopher von Holsten
- 1789 – 1799: Peter Chr. Schumacher